# Бишарев, Олег Леонтьевич
Олег Леонтьевич Бишарев (28 января 1947 года, Хабаровск — 4 мая 1997 года) — советский и украинский литературовед и литературный критик. Есениновед.Почётный гражданин Старобельска.
Родился в семье офицера.
Окончил Литературный институт им. А. М. Горького, отделение критики. 
Один из основателей Украинского Межрегионального союза писателей в 1993 году.
Похоронен на кладбище Острая Могила в Луганске.

## Книги

### Литературоведческие
«Ученик Есенина» (Донецк,1989), «На ладонях распятых рук» (Донецк, 1990), «Вновь о Есенине» (Донецк, 1991), «Тайна Сергея Есенина» (Москва, 1993), «Младший брат» Есенина" (Москва, 1995).

### Поэтические сборники
«Обугленное дерево» (Луганск, 1992), «Разлуки немота» (Луганск 1995), «Один» (Москва, 1996).

## Память
- Межрегиональным союзом писателей учреждена литературная премия имени Олега Бишарева, которая вручается как организаторам литературных сообществ, так и за достижение в литературной критике.